# Марашти (Бакау)
Марашти (рум. Mărăști) насеље је у Румунији у округу Бакау у општини Филипени. Oпштина се налази на надморској висини од 271 m.

## Становништво
Према подацима из 2002. године у насељу је живело 438 становника, од којих су сви румунске националности.